# Платер, Григорий Иванович
Григорий (Георгий Генрих) Иванович фон Платер (18 августа 1782 — 13 января 1861) — адмирал, военный губернатор Кронштадта, сенатор.

## Биография
Сын богатого помещика, происходившего из древней лифляндской фамилии; родился 18 августа 1782 года.
26 мая 1791 года он был определен, вместе с братьями Густавом и Фёдором, в Морской кадетский корпус. С 1794 года Платер начал плавать и в течение всей службы совершил 42 кампании. 1 мая 1796 года он был произведён в мичманы и службу начал на корабле «Эмгейтен», на котором плавал под командой капитана 2-го ранга Бодиско.
С 12 мая 1798 года по 31 августа 1800 года Платер находился в экспедиции к английским берегам, по случаю того, что императором Павлом I было дано Англии обещание выслать вместе с судами и десантные войска для совместного действия против французов, овладевших Голландией, и блокирования Текселя.
10 марта 1804 года Платер был произведён в лейтенанты и с 1806 года находился на корабле «Твёрдый» под командой капитана 1-го ранга Малеева, а в следующем году принял участие в Сенявинской кампании в Архипелаге. Здесь он был в следующих сражениях с турецким флотом: 10 мая у Дарданельского пролива и 19 июня при острове Лемносе, где взят был турецкий адмиральский корабль «Седеиль-бахр». 11 сентября 1807 года награжден орденом Св. Анны III степени на шпагу. В это время Платер обратил на себя внимание адмирала Сенявина.
При возвращении эскадры осенью того же 1807 года обратно в Россию, она зашла, вследствие повреждений, в Лиссабон, откуда проследовала в Англию. Из Англии Платер, по приказанию адмирала Сенявина, 1 июня 1809 года был отправлен курьером в Россию. В течение этого года он был командиром на галиоте «Олень» и на брандвахтенном судне «Иоганус». 5 января 1811 года Платер был произведён в капитан-лейтенанты.
В 1812 году, будучи командиром шлюпки «Лизета», в отряде гребной флотилии, он находился в плавании Кронштадт — Рига — Данциг и 4 ноября был в сражении против французов у Риги.
В следующем, 1813 году, он был при осаде Данцига, где получил орден св. Анны 2-й степени.
В 1814 году командовал бригом «Меркурий» в эскадре вице-адмирала Сарычева и был в плавании в Любек, а затем командовал брандвахтенным судном «Эммануил». 26 ноября 1816 года Платер за проведение 18 морских полугодовых кампаний был награждён орденом св. Георгия 4-й степени (№ 3251 по кавалерскому списку Григоровича — Степанова).
В 1818 году он, командуя фрегатом «Поспешный», с 22 июля находился в кампании Кронштадт — Англия — Кадис, где его фрегат был продан испанскому правительству, а Платер 18 октября был переведён командиром на испанский транспорт «Св. Жозеф», на котором 7 мая 1819 года вернулся, через Англию и Копенгаген, в Кронштадт.
Весной 1821 года Платер сухим путём был отправлен в Архангельск, где строил корабль «Поспешный», на котором, в качестве командира, вышел в Северный Ледовитый океан и прибыл в Кронштадт 2 октября. В следующем, 1822 году он командовал фрегатом «Диана», на котором крейсировал от Кронштадта до Готланда с 21 мая по 30 августа, в 1823 году командовал фрегатом «Проворный»; затем, в 1824 году, с 20 мая по 21 августа, будучи командиром корабля «Трёх Святителей», был в учёной экспедиции к берегам Исландии под командой вице-адмирала Кроуна.
В 1825 году Платер был произведён в капитаны 2-го ранга и назначен командиром фрегата «Патрикий», крейсировавшего с 14 июня по 23 августа от Кронштадта до Готланда. В 1826 году он был командирован с 8-м флотским экипажем в Кронштадт и получил орден св. Владимира 4-й степени «за труды при снятии с мели военных судов».
По распоряжению адмирала Сенявина Платер в 1827 году был назначен начальником штаба в экспедиции в Англию, посланной для дипломатических переговоров, следствием коих была экспедиция графа Гейдена в Средиземное море. В этом же году, 6 декабря, Платер был произведён в капитаны 1-го ранга, в 1828 году переведён из 23-го в 8-й флотский экипаж командиром же и с 14 июня по 1 января 1829 года, во время русско-турецкой войны, принимал участие в экспедиции графа Гейдена.
С 21 июня 1830 года Платер был в отряде контр-адмирала Рикорда и принимал участие в блокаде Дарданелл против египетского паши и крейсировал по Архипелагу до 1 января 1831 года. На обратном пути он был начальником отряда. 22 августа 1830 года Платер был произведён в контр-адмиралы (со старшинством от 31 августа 1831 года) и назначен командиром 3-й бригады 3-й флотской дивизии и с 18 июня 1833 года до 31 мая 1834 года исправлял должность бригадного командира флотских экипажей в Санкт-Петербурге; затем, 11 апреля 1836 года, он был переведён на должность командира 3-й флотской дивизии. 5 августа 1836 года награждён орденом св. Станислава 1-й степени.
6 декабря 1837 года Платер был произведён в вице-адмиралы и в течение следующих девяти лет, до 7 апреля 1846 года, когда состоялось новое его назначение членом Адмиралтейств-совета, 1 июля 1840 года получил орден св. Анны 1-й степени и 10 апреля 1843 года императорскую корону к этому ордену, 9 января 1846 года — орден св. Владимира 2-й степени и знак отличия за 40-летнюю службу, 30 августа 1848 года — орден Белого орла. 16 января 1852 года он был назначен командиром Кронштадтского порта и Кронштадтским военным губернатором, 2 октября того же года произведён в полные адмиралы. Эти должности он занимал до 11 ноября 1853 года, когда ему повелено было присутствовать в Межевом департаменте Правительствующего сената. Также он присутствовал в общем собрании 4-го, 5-го и Межевого департаментов. 26 августа 1856 года награждён орденом св. Александра Невского.
Платер умер 13 января 1861 года в Санкт-Петербурге, продолжая присутствовать в Сенате; похоронен на Смоленском лютеранском кладбище.
Его братья:
- Густав (?—1848) — генерал-лейтенант флота, капитан Рижского и Ревельского портов.
- Фёдор — капитан-лейтенант, кавалер ордена св. Георгия 4-й степени.